# Wagrain (Pongau)
Wagrain là một xã tại huyện St. Johann im Pongau thuộc Áo bang Salzburg. Nó là một thung lũng ở trên cao, trải dài từ sông Salzach ở St. Johann im Pongau ở phía Tây cho tới in the west to the sông Enns ở phía Đông. Xã này bao gồm cả làng Hof, Hofmarkt, Schwaighof và Vorderkleinarl. Dân số có chừng 3.020 người.

## Các xã lân cận
|                      | Hüttau         |         |
| St. Johann im Pongau | Các xã lân cận | Flachau |
| Großarl              | Kleinarl       |         |

## Lịch sử

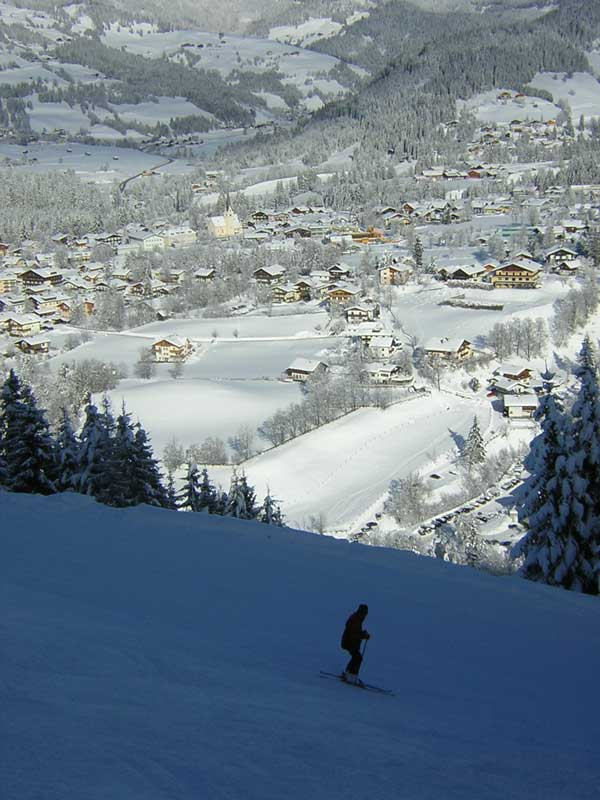
Wagrain vào mùa đông

Khu vực dân cư Wakrein của giáo phận Salzburg được đề cập tới lần đầu tiên vào năm 1243. Nguyên thủy là một khu vực hầm mỏ, Wagrain vào đầu thế kỷ 18 trở thành trung tâm của những người Kháng cách trong một nước theo giáo hội Công giáo Roma. Vào năm 1732/33 công tước Leopold Anton von Firmian đã đuổi hết những người theo đạo kháng cách (trên 80% dân số), đa số được nhận bởi vua Frederick William I của Phổ và được cư trú tại Đông Phổ.
Ngày nay Wagrain sống phần lớn nhờ khách du lịch. Nó nằm trong thung lũng thuộc khu vực trượt tuyết Ski Amadé, một trong những khu vực đi Ski lớn nhất ở Âu Châu. Vào mùa hè các cáp treo, mà được dùng để chuyên chở người đi ski, bây giờ chuyên chở những người đi xe đạp trên núi.

## Hình ảnh

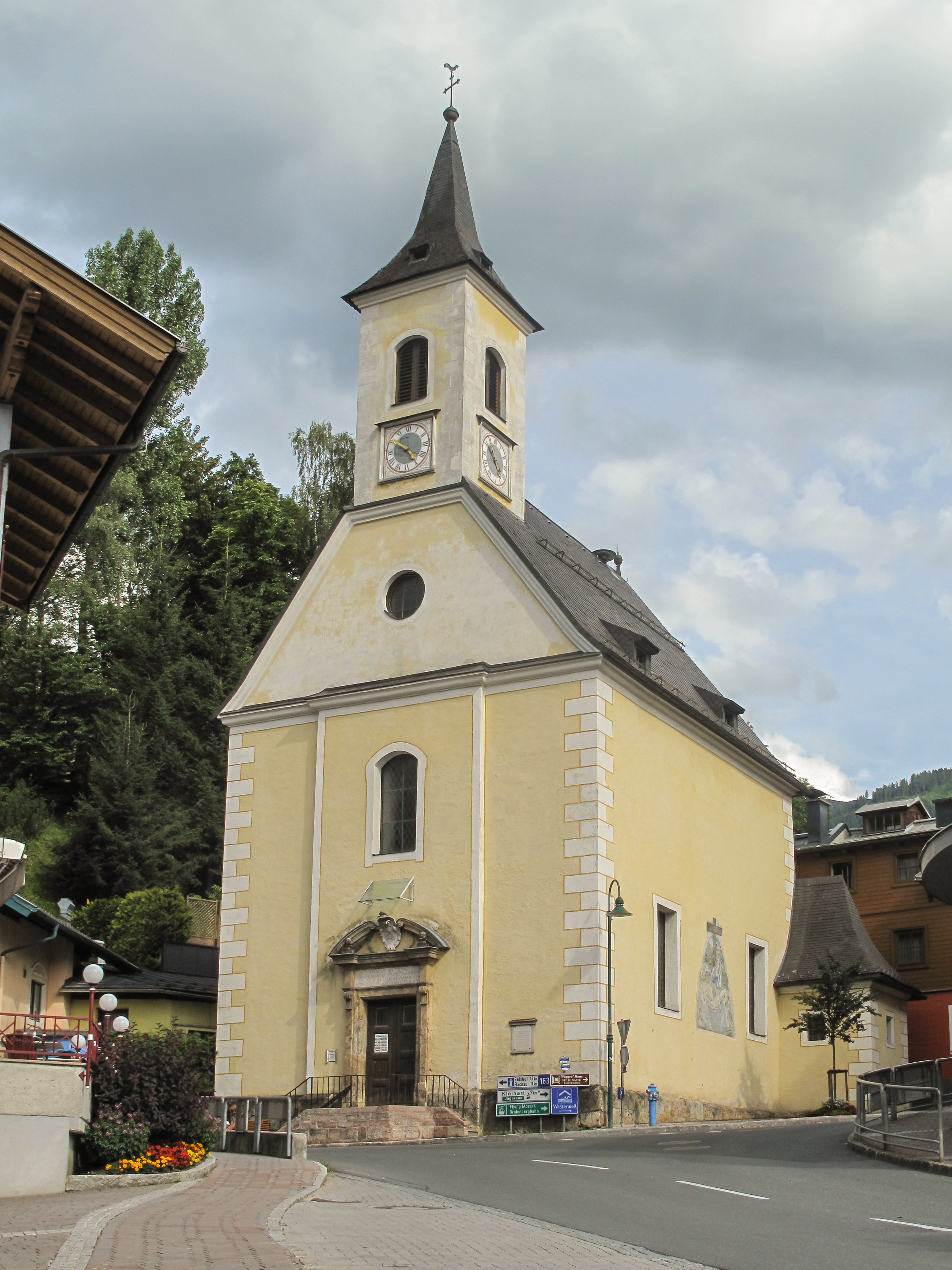
Wagrain, nhà thờ
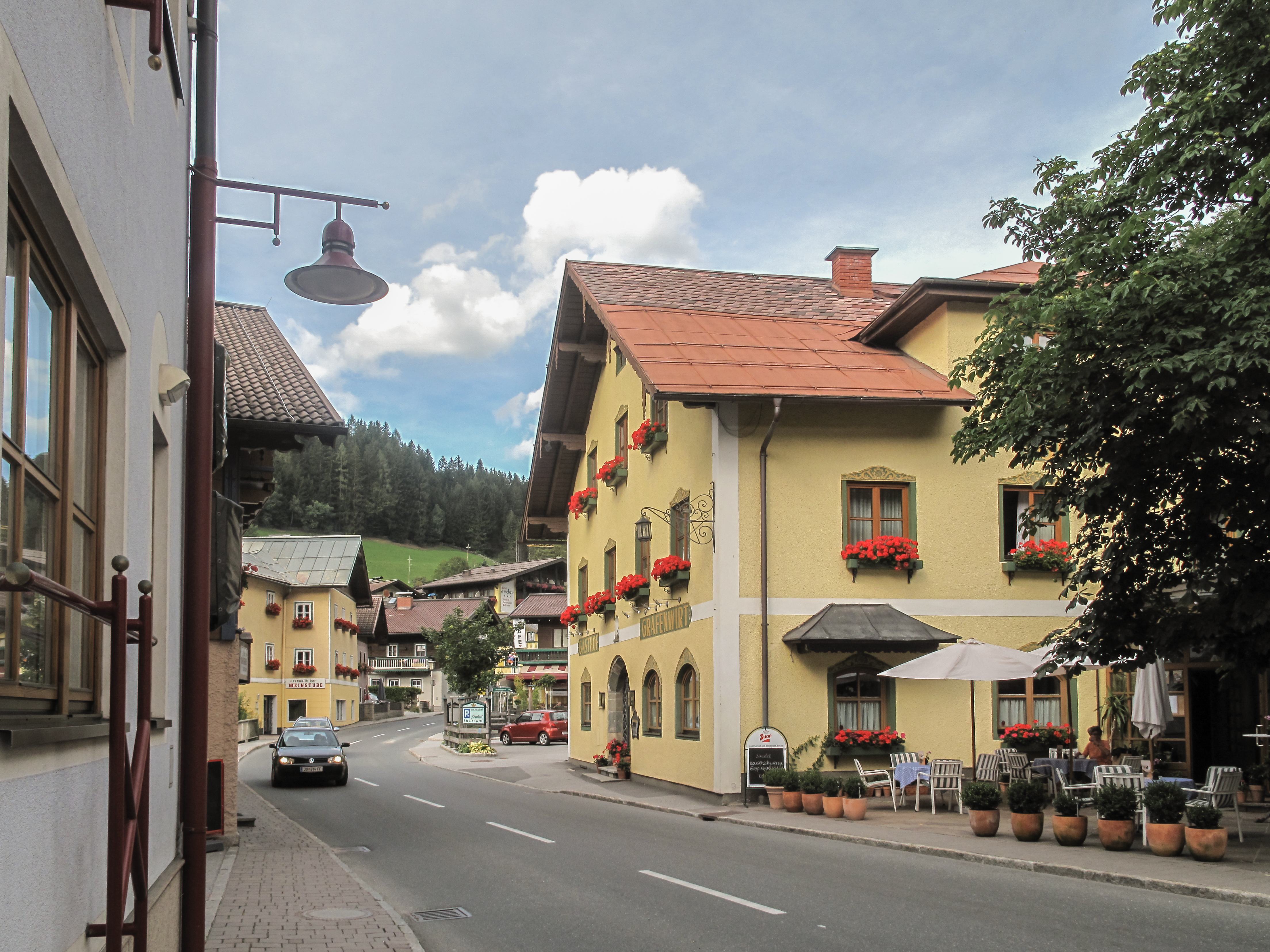
Wagrain, Cảnh ở một đường chính